# Calcarénite

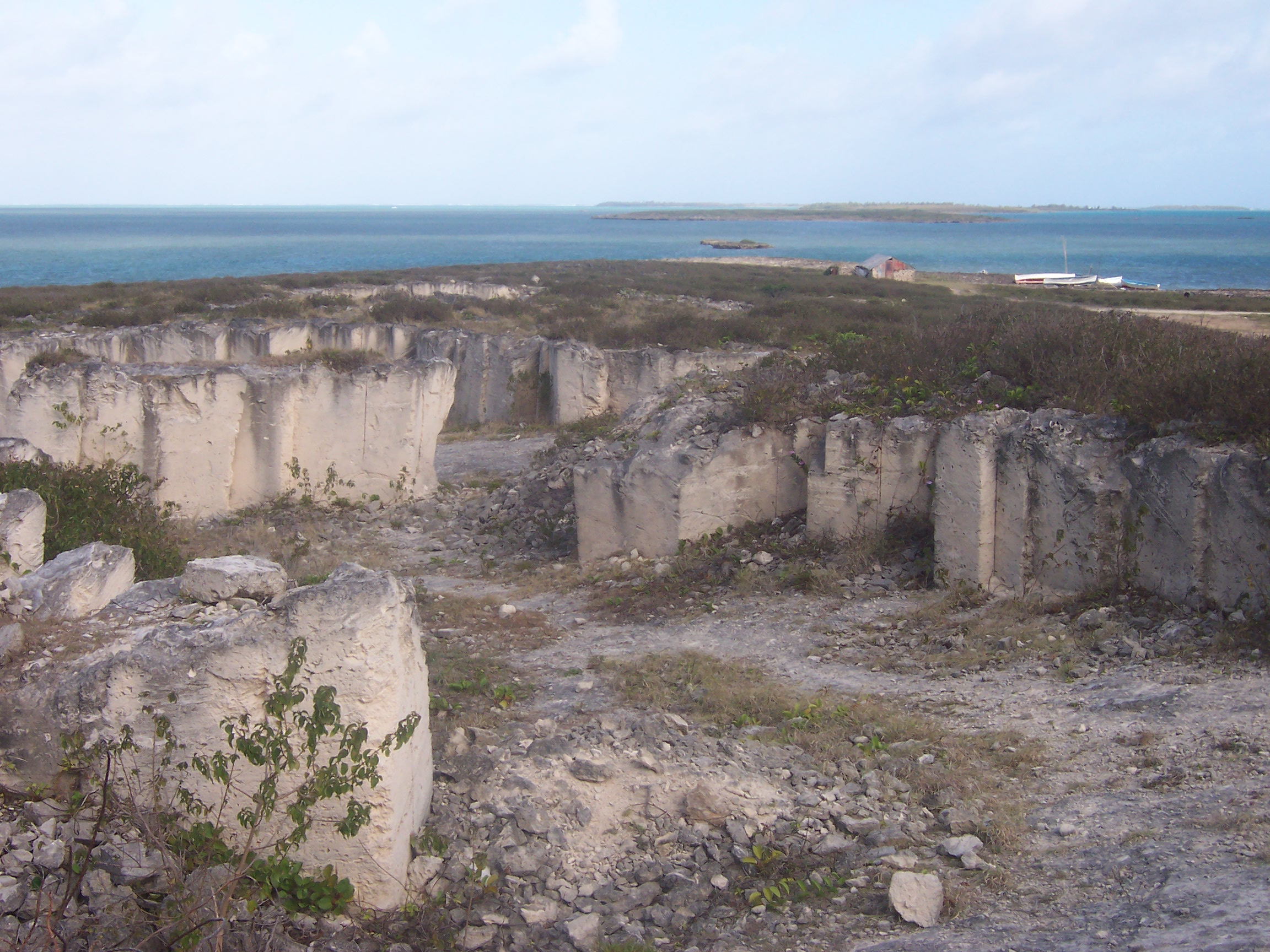
Carrière de calcarénite (improprement dénommée carrière de corail) sur l'île Rodrigues.

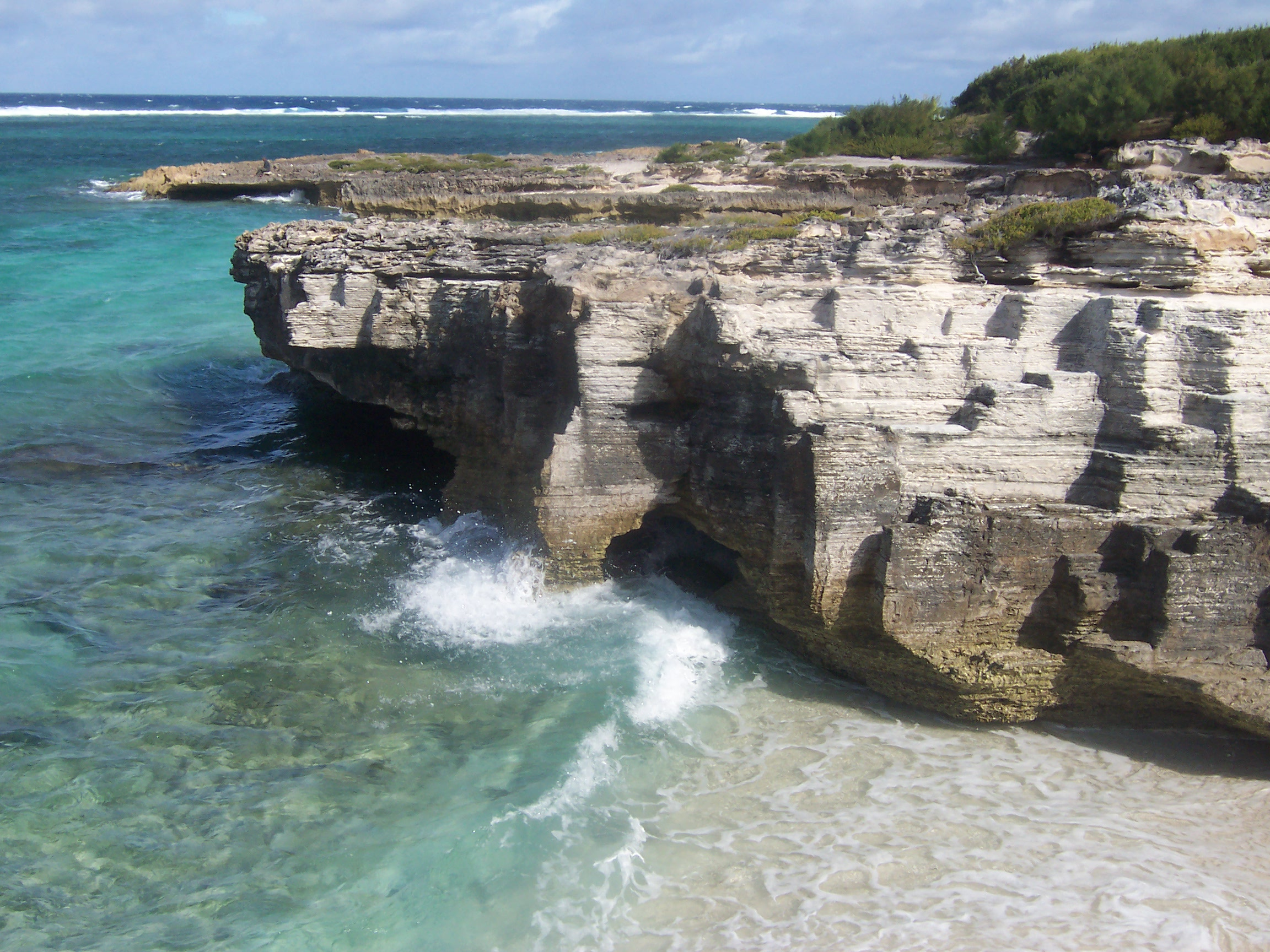
Bancs de calcarénite érodés par la mer sur le littoral de l'île Rodrigues.

Les calcarénites sont l'équivalent carbonaté de grès formés par la consolidation de sables calcaires. 
Ce type de roches se forme notamment dans les zones littorales des régions tropicales dans les massifs dunaires constitués par les sables d'érosion des récifs coralliens.
Dans la zone de Populonia, en Italie, son nom local panchina désigne la roche utilisée par les Étrusques de la côte de Piombino pour construire leurs édifices, en particulier leurs tombes.

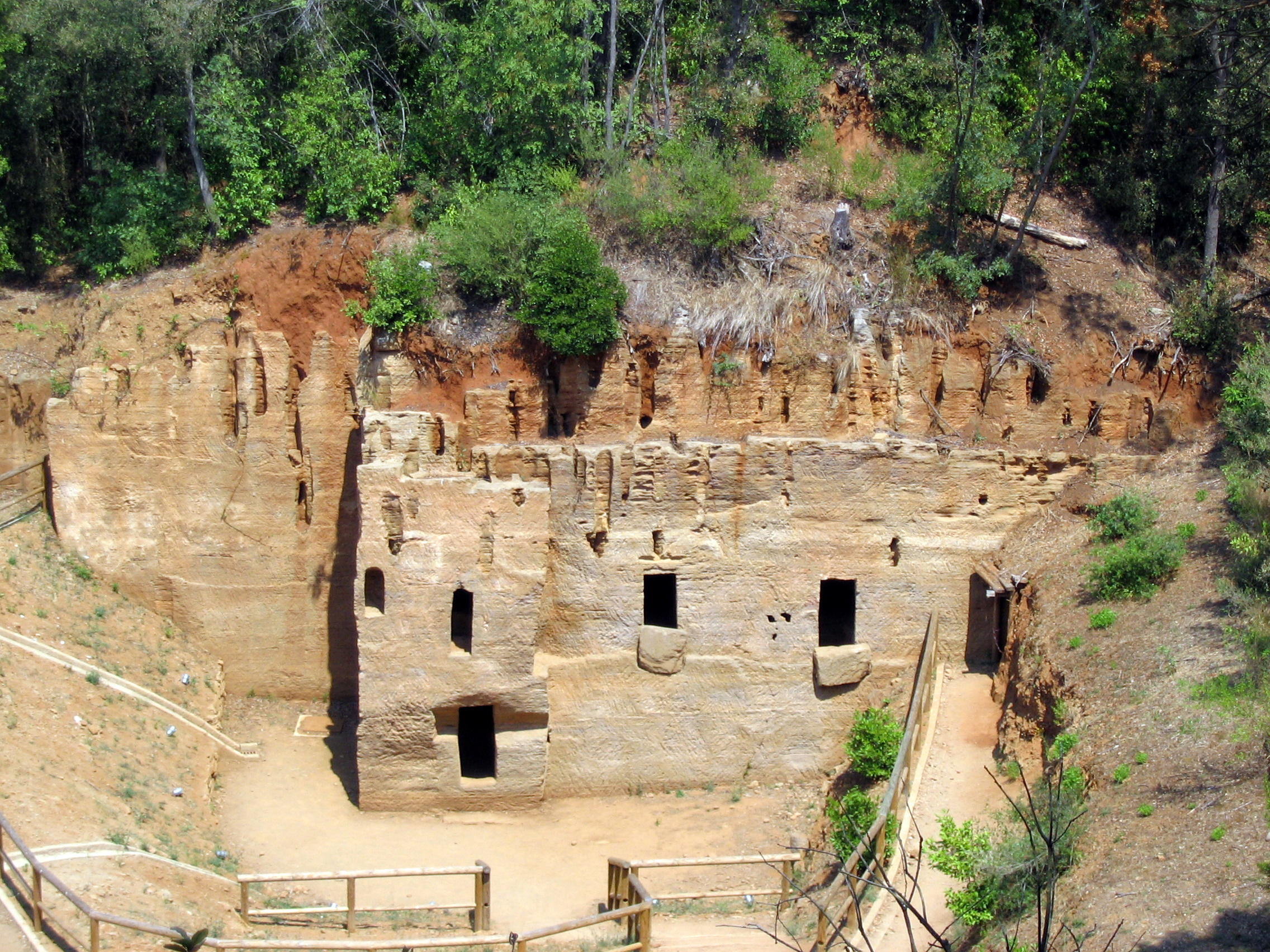
Carrière étrusque de panchina transformée en nécropole de tombes encavées.